# Kazumasa Nagai
Kazumasa Nagai (en japonais: 永井 一正, Nagai Kazumasa; Osaka, 20 avril 1929) est un graphiste et affichiste japonais.
Il co-fonda le Nippon Design Center (1960), dont il fut président jusqu'en 2001.
Bien que ses premières œuvres furent abstraites, il opta, durant les années 1980, pour des designs manuels de végétaux et d'animaux.
En 1964, il participa au documenta III, à Cassel.

## Sources
- documenta III. Internationale Ausstellung; Katalog: Band 1: Malerei und Skulptur; Band 2: Handzeichnungen; Band 3: Industrial Design, Graphik; Kassel/Colonia 1964